# Viaggio apostolico di Francesco in Grecia 2016
Per il suo XIII Viaggio apostolico, Papa Francesco, si è recato in Grecia, sull'isola di Lesbo, per far visita, insieme al Patriarca ecumenico Bartolomeo I e all'Arcivescovo di Atene e di tutta la Grecia Ieronymos II, alla popolazione locale e ai migranti e rifugiati.
Si tratta della seconda visita di un pontefice in Grecia, dopo quella di Giovanni Paolo II nel 2001